# Comisariado de marca
El comisariado de marca, llamado en inglés Brand Curation, es una disciplina que traslada conceptos de la gestión cultural y artística, como por ejemplo el Comisariado artístico, a los procesos de creación y gestión de marca. A través de ello se ordena y organiza el sentido de todo aquello que la empresa proyecta y que empieza con la identidad, y con el deseo de ser de una determinada manera. A la persona que lo realiza se le dota por tanto del título Comisario de Marca, en inglés Brand Curator, como responsable de colaborar con la empresa en la gestión consciente de su imagen y de la cultura que la contiene.
Entiende que los que integran la comunidad de marca (tradicionalmente llamados clientes y usuarios) son parte integrante y activa de la imagen de marca que se gestiona y que cualquier acción de que proponga la empresa tiene una repercusión global. Parte del conocimiento de que las marcas con éxito actualmente son aquellas más conscientes de la cultura que proponen, y aquellas capaces de incorporar todas las resonancias de estas propuestas sabiendo que el trabajo es un proceso en transformación continua y en movimiento, un work in progress.
Para conseguir lo que el Comisariado de Marca propone, coloca al diseño como parte de las decisiones estratégicas de la empresa y dibuja el mapa de arquitectura orgánica (viva y en movimiento) de la marca. Además liga el proceso de Comisariado de Marca a la internacionalización, pues aboga porque todas las empresas están globalizadas, activa o pasivamente, y no es posible participar del mundo sin conocerlo.
Bajo esta filosofía para la gestión de la cultura de marca se considera la internacionalización como un hecho cultural consciente, como una acción de escucha previa que permita conocer el lenguaje de ese país en un sentido amplio. Habla de lenguaje como el idioma, los símbolos, las iconografías del país y su significado. Y entiende el proceso de internacionalización como un viaje de ida y vuelta, en el que las experiencias se incorporan a la imagen de marca en un proceso natural (no impostado, auténtico) que favorece a la posición de la empresa.